# Stazione di Beffi
Stazione di Beffi vasútállomás Olaszországban, Acciano településen.

## Vasútvonalak
Az állomást az alábbi vasútvonalak érintik:
- Terni–Sulmona-vasútvonal

## Kapcsolódó állomások
A vasútállomáshoz az alábbi állomások vannak a legközelebb:
- Stazione di Acciano
- Stazione di Tione degli Abruzzi